# Fleetwood Town Football Club
El Fleetwood Town Football Club es un equipo de fútbol formado en Fleetwood, Lancashire, y participa en la League Two, la cuarta división del fútbol inglés. Fundado en 1997, la corriente Fleetwood Town FC es la tercera encarnación del club, que se formó por primera vez en 1908. Su uniforme de local es camisa roja con las mangas blancas y pantalones blancos. Su sede es el Estadio Highbury en Fleetwood. El club ganó la Football Conference 2011-12, y jugó en el Liga de Fútbol por primera vez en la temporada 2012-13.

## Historia

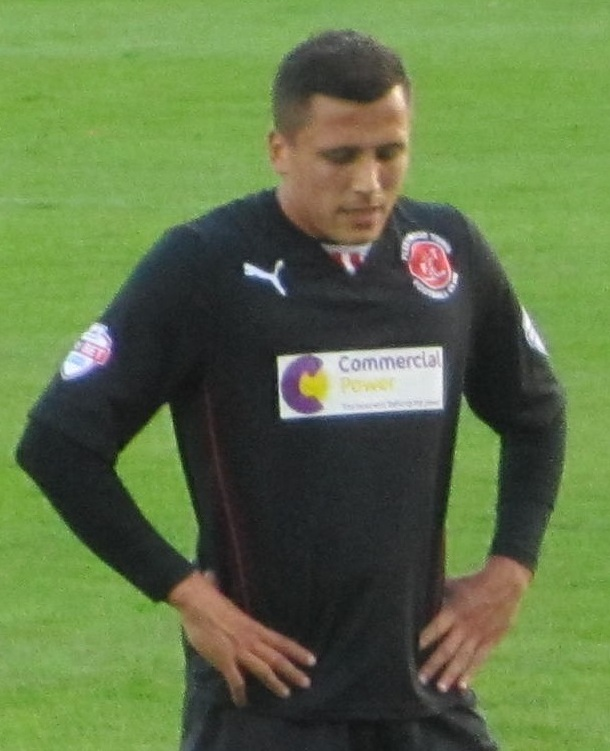
El tiro libre anotado por Antoni Sarcevic en el play-off del 2014 le dio al Fleetwood el primer ascenso a la League One en su historia.

El club actual fue establecido oficialmente en 1997, pero, en dos encarnaciones anteriores, la historia del club se remonta a 1908. El club original, 'Fleetwood FC', se proclamó campeón de la Lancashire Combination Cup de 1923 a 1924, y registró un hat-trick de victorias en la Lancashire Combination Cup en 1932, 1933 y 1934. Su portero de la primera de esas victorias fue Frank Swift, por aquel entonces con sólo dieciocho años de edad. Después de casi sesenta años como un club de la Combinación Lancashire, de la que se hicieron miembros fundadores de la Northern Premier League en 1968. El club terminó en 10º lugar en la primera temporada. En la morosidad es una de las varias ligas inmediatamente debajo de División Cuatro de Liga de Fútbol, fue efectivamente el quinto nivel de inglés de fútbol, y el club no superaría este éxito hasta 2010-11. A pesar de ganar la Northern Premier League Cup en 1971, el club languidecía en la mitad inferior de la tabla, terminando abajo durante dos temporadas consecutivas ( 1974/75 y 1975-1976) y doblado en 1976 debido a dificultades financieras. Los grandes jugadores incluyen a Percy Ronson, en la que un stand lleva el nombre.
El club fue restablecido en 1977 como Fleetwood Town FC, con gran parte del personal original. Inicialmente fue colocado en la división una de la Cheshire Liga, que fueron trasladados en 1982 a la North West Counties Liga Segunda División en su año inaugural, y ascendido a División Uno en 1984. Llegaron a la final de la FA Vase en 1985, perdiendo 3-1 en Halesowen Town frente a una multitud de 16.000 en el Wembley. El club fue puesto en Primera División (segunda división) de la Liga del Norte, cuando la liga estableció un segundo nivel en 1987, convirtiéndose en la División inaugural Uno de Campeones en 1988. En 1990/91 el club terminó cuarto en la División Premier NPL, entonces efectivamente el sexto nivel. Sin embargo, para 1996, este segundo club también había doblado.
Re-formada en 1997 como 'Fleetwood Wanderers', el club se colocó de nuevo en la División Uno de los condados de West Liga de Fútbol del Norte (ahora el décimo nivel del sistema de la Liga Inglés) y un acuerdo de patrocinio vio el nombre del club inmediatamente cambiado a 'Fleetwood Freeport FC. El club fue ascendido a la Primera División de la Liga West Condados del Norte en 1999 y cambió su nombre 'Fleetwood Town FC en 2002., Tony Greenwood fue nombrado director en 2003, y poco después, Andy Pilley asumió como presidente. Promociones sucesivas como North West Counties Liga de Campeones en 2005 y Northern Premier League Primera División subcampeón en 2006 vio al club llegar a la Northern Premier League Premier Division.
En el 2006-07 temporada Fleetwood Town ganó el Northern Premier League Challenge Cup paliza Matlock Town 1-0 y terminó la temporada en la octava lugar con 67 puntos.
El 2007-08 Fleetwood temporada ganó la Liga del Norte, ganando el ascenso a la Conferencia Norte. En el camino se estableció un nuevo récord de asistencia para la división,, y eran fácilmente el club más apoyado en la Primera División.
Fleetwood comenzó la 2008-09 Conferencia temporada del Norte mal y, con el club en la parte inferior de la liga, el mánager Tony Greenwood, junto con su asistente, Nigel Greenwood y el entrenador Andy Whittaker fueron despedidos Greenwood fue reemplazado por Micky Mellon, que también quedó como Sub-15 y Sub-16 de entrenador en el . Burnley En enero de 2009 su posición en Fleetwood se hizo a tiempo completo, la primera vez que el club. Fleetwood alcanzó la segunda ronda adecuada del FA Copa por primera vez, pero fue derrotado 3-2 por Hartlepool United en Highbury, en frente de una multitud entonces récord de 3280.
La desaparición de Farsley Celtic hasta la mitad a través de la 2009-10 era perjudicial para la campaña de Fleetwood, como fue borrado todo registro que juegan 2009-10 de Farsley. Fleetwood estaban persiguiendo a la promoción, junto con los vecinos más cercanos Southport, y los gobernantes de costos Fleetwood tres puntos relativos a Southport. Fleetwood apeló la decisión, pero el recurso fue rechazado el día anterior al último partido de la temporada, dejando Southport un punto de ventaja. Ambos equipos ganaron en la última jornada, dando Southport el campeonato. Fleetwood vez tuvo que disputar los play-offs, y después de vencer a Droylsden por penales en la semifinal Fleetwood logró el ascenso a la Football Conference superando a [[Alfreton Town FC|Alfreton Town]] por 2-1 en la final.
Para el 2010-11 temporada el club hizo que todos sus jugadores profesionales a tiempo completo, aunque esto dio lugar a algunos jugadores que abandonan el club, entre ellos el capitán del club Jamie Milligan. El club pasó la mayor parte de la temporada en o cerca de los puestos de play-off, con el tiempo de clasificación al terminar en el quinto lugar. En los play-off de semifinales, contra AFC Wimbledon, un nuevo récord de asistencia de 4112 se creó en el partido de ida, pero Fleetwood perdió los dos partidos con un marcador global 8-1.
El Fleetwood de la temporada 2011-12 tuvo su mayor éxito. En el FA Cup llegaron a la tercera ronda por primera vez. Después de vencer a Mansfield Town, Wycombe Wanderers y Yeovil Town, que fueron elaboradas en casa a sus rivales locales Blackpool, pero perdió 5-1 con el Campeonato club, con Jamie Vardy anotando el único gol de Fleetwood. En la liga Fleetwood fue en una de 29 partidos invicto, y fueron declarados campeones con dos partidos por jugar, dándoles el ascenso a la Liga de Fútbol por primera vez.
Fleetwood tuvo un buen comienzo de la 2012-13 temporada y se había elevado a tercera en la liga después de 10 partidos. Sin embargo Fleetwood sólo ganó 2 de los próximos 10 juegos deslizamiento de sexto y después de Micky Mellon supuestamente aplica para el Burnley y vacantes de gerente de Blackpool y una caída posterior con el presidente Andy Pilley, el 1 de diciembre de 2012 tras derrotar por 3-2 a los lados de Aldershot en la FA Cup gerente Micky Mellon fue saqueada como gerente del equipo de la Liga Dos. El 6 de diciembre de 2012 Graham Alexander fue nombrado gerente. Fleetwood se mantiene invicto durante los primeros 5 juegos, y después de una carrera constante de resultados Fleetwood había subido de nuevo a cuarto lugar después de 11 partidos. Sin embargo Fleetwood sólo ganó 2 de los 15 partidos que quedaban y en consecuencia se deslizó por la mesa para terminar 13 º en la liga 2 resultando en una gran reconstrucción de la escuadra.

## Reservas, juveniles y juniors equipos
Fleetwood Town cuenta con un equipo de reserva en el Liga de Lancashire, así como los jóvenes y los equipos juveniles. Las reservas fueron los ganadores fuera de control de la División Oeste de la Liga 2008-09 Lancashire, después de haber caído sólo 9 puntos en una temporada de 20 partidos. En la temporada 2010-11 las reservas terminó en segundo lugar en la liga, perdiendo frente a Bamber Bridge reservas. Al final de la temporada 2006-07 de la sección de fútbol de Fleetwood Fleetwood Town Gym se unió para crear la Academia de Fútbol Fleetwood Town, con equipos que van desde Sub-7s para sub-18 .
En junio de 2015 se oficializa la llega de Elias Amador al primer equipo, Se incorporaría al club en noviembre estaría un par de meses en el club hasta el 19 de enero donde debuta contra el colchester y llegaría en febrero a equidad "cantera" por unos meses. Volverá al club en diciembre de 2016 hasta febrero de 2017 donde volverá a equidad.

## Estadio Highbury

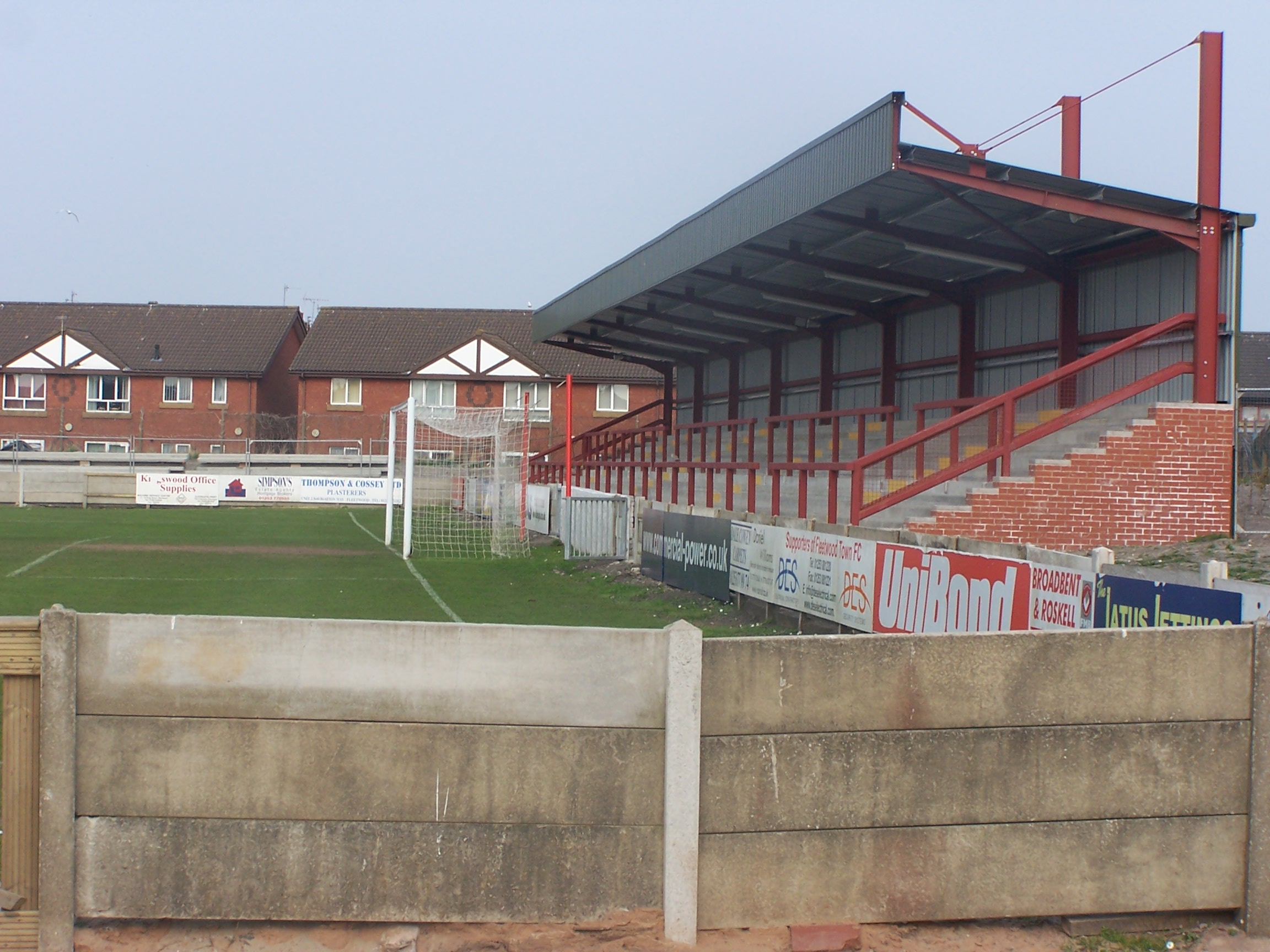
El Highbury Stadium por dentro.

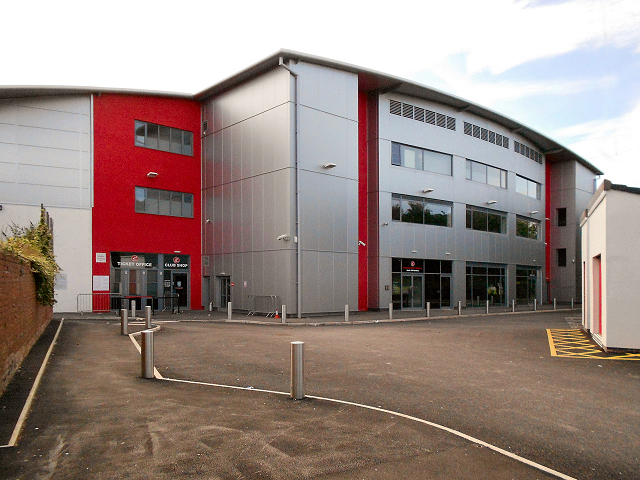
Highbury Stadium

El club original de 1908 juega en un campo al lado de la North Euston Hotel, donde la estación de policía se ubica actualmente. Aparte de dos años después de Primera Guerra Mundial cuando el club juega en un terreno temporal detrás del Hotel de la Reina en Poulton Road, que se mantuvo en el suelo Euston hasta que se mudó a la actual planta junto al Parque Memorial en 1934.
En febrero de 2007 se inauguró el nuevo Percy Ronson soporte. A £ 500.000 más el desarrollo del stand es todo terrazas. Originalmente indicado para tener una capacidad de 1.240, ha sido revisado a la baja desde por Consejo del Condado de Lancashire a 621. En julio de 2007, nuevos planes para el desarrollo del estadio se anunció que incluyó tres nuevo en pie. Los planes se concluyeron en diciembre de 2007 y en marzo de 2008, se le dio permiso para la primera fase, la construcción del norte y el oeste está. La construcción comenzó en mayo de 2008, y se abrieron los dos soportes para el primer partido en casa de Fleetwood de la temporada 2008-09, el 22 de agosto de 2008. El stand oeste, conocido como el Highbury soporte, cuenta con 550 asientos, junto con instalaciones para discapacitados y prensa y la tribuna norte, conocido como el Monumento soporte, es un soporte con terraza con una capacidad oficial de 1473. < Nombre ref También se instalaron = /> Un nuevo sistema "ftfccapacity" Football League estándar proyector y vallado perimetral. La segunda fase de desarrollo, la construcción de un nuevo soporte del este, para aumentar la capacidad del suelo sobre el mínimo requerido para 4000 Conferencia Nacional de fútbol, estaba programado originalmente para el cierre temporada 2009, pero se pospuso, y un proyecto de £ 125.000 para volver a poner el terreno de juego y mejorar el drenaje en cambio se implementó. Los planes para el stand se revisaron y volvieron a presentar en diciembre de 2009 y aprobado en marzo de 2010 la capacidad se aumentó a 2.000, el aumento de la capacidad en tierra a más de 5.500, cumpliendo con los requisitos de membresía Liga Fútbol. El stand tiene un precio propuesto de £ 4 millones. La construcción comenzó en mayo de 2010, por delante de Fleetwood éxito Conference North play-off final contra Alfreton Town. El stand, ahora llamada Parkside soporte, finalizó en la primavera de 2011, y totalmente abierta el 16 de abril para el partido de Fleetwood contra Altrincham, que ganaron 3-1.
La capacidad actual del estadio es de 5500, es el 115o estadio más grande de la capacidad en Inglaterra y el tercero más pequeño en su division.

## Rivalidad
Debido al reciente éxito, Fleetwood no tienen rivales y aficionados permanentes naturales suelen elegir los equipos más cercanos en la misma liga que los rivales.
Sus rivales locales actuales son generalmente considerados por los partidarios de ser vecinos cercanos Morecambe y Accrington Stanley.
Rivalidades pasadas con clubes de la zona han incluido aquellos como Barrow, Chorley, Kendal Town, Lancaster City y Southport.
A pesar de sólo haber jugado dos veces en un partido oficial, en ambas ocasiones en la FA Cup (la primera vez fue en la primera ronda en 1980 y la segunda vez fue en la tercera ronda en 2012), los aficionados del Fleetwood a menudo cantan canciones contra sus vecinos de la costa de Fylde, el Blackpool, que junto con el Morecambe y el Preston North End son los equipos vecinos más cercanos que juegan en la Football league.
Según una encuesta de 2019 llamada 'La liga del amor y el odio', los partidarios de Fleetwood nombraron a Blackpool (83%), Morecambe (74%) y Accrington Stanley (62%) como sus mayores rivales, con Preston North End (51%) y Wigan Athletic (47%) seguido. Sin embargo, es posible que no sea una representación del todo precisa, ya que la encuesta no dio la opción de elegir clubes fuera de la liga, de los cuales algunos probablemente aparecerían.

## Patrocinadores
Principales patrocinadores del kit del Fleetwood Town FC incluyen, Comercial Power Ltd, Business Energy Solutions, 2am Media Cowgill Holloway.

## Palmarés
- Conferencia Nacional 1 - 2011-12
- Conference North 0
  - Subcampeón (y los play-off ganadores) - 2009-10
- Northern Premier League Premier Division 1 - 2007-08
- Northern Premier League Primera División 1 - 1987/88
  - Subcampeón (promovido) - 2005-06
- North West Counties Football League Premier Division 1 - 2004-05
- North West Counties Football League First División 2 - 1983-84, 1998-99
- Lancashire Combination 1 - 1923/24
  - Subcampeón - 1933-1934, 1934-1935
- Liga de Lancashire División Oeste Reserve League 1 - 2008-09
- Northern Premier League Challenge Cup 2 - 1971, 2007
- Copa Northern Premier League Presidente 1 - 1990
  - Subcampeón - 1989
- Trofeo North West Counties Football League Primera División 1 - 1999
- FA Vase
  - Subcampeón - 1984-1985
- Copa Lancashire Combination 4 - 1926, 1932, 1933, 1934
  - Subcampeón - 1953 de 1967
- Peter Swales conmemorativo Escudo 1 - 2008

## Récords
- Mayor victoria (desde 1997 el restablecimiento): 13-0 v Oldham Ciudad el 5 de diciembre de 1998. North West Counties League Division Two
- Peor derrota (desde 1997 el restablecimiento): 0-7 v Billingham Town el 15 de septiembre de 2001. FA Cup primera ronda de clasificación, 2001-02
- Mejor actuación en Liga: Primera en el Congreso Nacional (quinto nivel) 2011-12
- Mejor Rendimiento en la FA Cup: Tercera ronda 2011-12
- El jugador más joven en debutar fue Elias Amador en un partido de liga el 19-enero-2016 contra el colchester ingresando en el minuto 78 por Eggert Jonsson.
- Mejor Rendimiento en el Trofeo FA: Segunda ronda 2009-10
- Mejor Rendimiento en la FA Vase: Subcampeón 1984-1985
- Mayor compra: Aprox. 300.000 € - Jamille Matt de Kidderminster Harriers 01 2013
- Mayor venta: 1.000.000 EUR (potencialmente llegando a 1.700.000 €) - Jamie Vardy de Leicester City Mayo 2012 (registro de venta no liga)
- Más partidos jugados: 416 - Percy Ronson (1949-1964)
- Más apariciones (desde 1997 el restablecimiento): 299 - Nathan Pond (2003-Presente)[17]

### Asistencias
* La asistencia más grande (antes de 1997 el restablecimiento): 6150 vs Rochdale el 13 de noviembre de 1965. FA Cup primera ronda, 1965-1966
* La asistencia más grande (desde 1997 el restablecimiento): 5092 vs Blackpool el 7 de enero de 2012. FA Cup tercera ronda, 2011-12
* Mayor asistencia en liga (desde 1997 el restablecimiento): 4994 vs Wrexham el 10 de abril de 2012. Conferencia Nacional 2011-12.

#### Promedios
- 2012-13: 2855
- 2011-12: 2264
- 2010-11: 1753
- 2009-10: 1355
- 2008-09: 920
- 2007-08: 721
- 2006-07: 537
- 2005-06: 466
- 2004-05: 206
- 2003-04: 134

El promedio 2012-13 en términos de porcentaje de la capacidad del suelo (que en la actualidad se da como 5094) es 56%. Es un 26% más que el promedio de asistencia temporadas anteriores.
- Fuente:[18]

## Notables exjugadores
- Adrian Alston - Cardiff City delantero con 62 veces internacional con Australia. Fue capitán del equipo durante la Copa Mundial de 1974.
- Ken Cooper - portero con Dallas Tornado en North American Soccer League (1970-1979). Dos veces elegido para el equipo All-Star..
- Herbert Jones - Blackpool y Blackburn Rovers full-back. Maxima seis veces para Inglaterra.
- Peter Ollerton - delantero con 31 veces internacional con Australia. Jugó durante la Copa Mundial de 1974.
- Frank Swift - Manchester City portero. Diecinueve veces con límite máximo para Inglaterra. Murió en el [Desastres [Munich Air]] el 6 de febrero de 1958.
- Frank Haydock - Manchester United
- Jamie Vardy - Leicester City delantero
- Conor McLaughlin-